# Yago Álvarez Barba
Yago Álvarez Barba (Porriño, 1980) és un periodista i comentarista econòmic gallec, especialitzat en temes econòmics, com la fiscalitat, el deute, l'economia digital o la banca, des d'una perspectiva crítica i social. És conegut pel seu treball com a coordinador de la secció d'Economia en el mitjà de comunicació El Salto i per ser el fundador de El Salmón Contracorriente, un mitjà de comunicació dedicat a l'economia crítica.

## Trajectòria
Álvarez va néixer en Porriño, Pontevedra, i va passar la seva infància a València, on la seva família es va traslladar quan era un nen. Es va llicenciar en Administració i Direcció d'Empreses per la Universitat Politècnica de València (UPV). Durant la seva etapa universitària, va realitzar un any d'intercanvi Erasmus a Holanda, una experiència que va marcar la seva visió sobre diversos aspectes econòmics i socials. També va treballar diversos anys en el sector de la banca i les assegurances el que el va ajudar a veure el funcionament del sistema des de dins.
L'any 2012, va iniciar la seva carrera professional en el periodisme econòmic crític amb un blog sota el pseudònim Economista Cabreado (@EconoCabreado), on abordava temes de política econòmica des d'una perspectiva d'esquerra. Dos anys després, el 2014, va fundar El Salmón Contracorriente, un diari digital enfocat en l'economia alternativa i les finances ètiques, que es va consolidar com a referent en l'àmbit de l'economia crítica. L'any 2017, aquest mitjà es va integrar en el diari El Salto, i des de llavors, Álvarez coordina la secció d'Economia, on continua la seva labor d'anàlisi crítica de l'economia, fiscalitat i comerç internacional.
A més del seu treball en l'àmbit periodístic, com a activista ha participat en diverses organitzacions i moviments socials, com la Plataforma Auditoria Ciutadana del Deute (PACD), la Plataforma per la Justícia Fiscal, la Plataforma contra els Fons Voltor i Economistes sense Fronteres. També ha investigat i escrit sobre el negoci del control fronterer, la indústria armamentística i els seus vincles amb la banca, abordant els secrets del capitalisme i les seves repercussions socials. Ha col·laborat en mitjans de comunicació com a Televisió Espanyola, La Sexta, Cuatro, TV3, ETB i Canal Red, aportant la seva visió sobre temes econòmics i socials.
L'any 2023, Álvarez va publicar el seu llibre Pescar el salmón, on analitza la funció de la premsa econòmica, coneguda com a premsa salmó pel color de les pàgines d'economia, des d'una perspectiva crítica. L'obra destaca la contradicció entre la percepció dels socialistes i els intervencionistes, que creuen viure en un món dominat pel lliure mercat, i la dels liberals, que consideren que el consens socialdemòcrata preval i que ells estan en una posició minoritària. A més, qüestiona l'excessiu ús d'anglicismes en la premsa econòmica, com a part d'una estratègia per a confondre als lectors i evitar la crítica.

## Obra literària
- Álvarez Barba, Yago. Pescar el salmón: bulos, narrativas y poder en la prensa económica.  Madrid: Capitán Swing, 2023. ISBN 978-84-127085-6-1.